# Ernst Rupp
Pour les articles homonymes, voir Rupp.
Ernst Johann Rupp (13 janvier 1892 à Landshut - 30 mai 1943 à Krymsk) est un Generalleutnant allemand qui a servi au sein de la Heer dans la Wehrmacht pendant la Seconde Guerre mondiale.
Il a été récipiendaire de la Croix de chevalier de la Croix de fer. Cette décoration est attribuée pour récompenser un acte d'une extrême bravoure sur le champ de bataille ou un commandement militaire avec succès.

## Biographie
Ernst Rupp est le fils du géomètre d'arrondissement Johann Christoph Rupp et de son épouse Maria Barbara, née Bub. Il s'engage le 24 juin 1911 dans l'armée prussienne en tant que porte-drapeau. Il est affecté au 137e régiment d'infanterie (de) à Haguenau en Alsace. 
Ernst Rupp est tué le 30 mai 1943, près de Krymsk en Russie pendant la défense de la tête de pont de Kuban.

## Décorations
- Croix de fer (1914)
  - 2e Classe
  - 1re Classe
- Croix d'honneur
- Agrafe de la Croix de fer (1939)
  - 2e Classe
  - 1re Classe
- Médaille du Front de l'Est
- Ordre de Michel le Brave 3e Classe (26 avril 1943)
- Croix allemande en Or (11 janvier 1942)
- Croix de chevalier de la Croix de fer
  - Croix de chevalier le 7 mars 1943 en tant que Generalleutnant aet commandant de la 97. Jäger-Division[1]